# نواة مفردة

رسم توضيحي لنوى الأعصاب القحفية، منظر ظهري. الأنوية الحركية بالأحمر والحسية بالأزرق.

النواة المفردة أو نواة السبيل المفرد (SN) هي مجموعة من الأنوية (تكتلات لأجسام العصبونات) الحسية في جذع الدماغ، والتي تشكل عمودا عموديا من المادة الرمادية مدمجا في النخاع المستطيل. يمتد عبر مركز النواة المفردة السبيل المفرد وهو مجموعة من الأعصاب الحسية البيضاء تشمل العصب الوجهي، العصب البلعومي اللساني، والعصب المبهم والتي تقوم بإعصاب النواة المفردة. تمتد النواة المفردة إلى مناطق من بينها التكوين الشبكي، العصبونات قبل العقدية الودية، تحت المهاد والمهاد مشكلة شبكة تساهم في التنظيم المستقلي. الخلايا على طول النواة المفردة منتظمة تقريبا تبعا لوظيفتها فعلى سبيل المثال: الخلايا التي لها دور في التذوق متواجدة بجوار الجزء المنقاري في حين تقع تلك التي تستقبل معلومات من العمليات القلبية التنفسية والمعدية الأمعائية في الجزء الذنبي.

## الواردات
- معلومات التذوق من العصب الوجهي عبر عصب الحبل الطبلي (الثلثين الأماميين للسان) والعصب البلعومي الحنجري (الثلث الخلفي) والعصب المبهم (منطقة صغيرة من لسان المزمار).
- المستقبلات الكيميائية والميكانيكية للسبيل الوارد الحشوي العام (جي في أيه) في الجسم السباتي عبر العصب البلعومي اللساني، والأجسام الأبهرية والعقدة الجيبية الأذينية عبر العصب المبهم.
- الخلايا العصبية الحساسة كيميائيًا وميكانيكيًا للسبيل الوارد الحشوي العام بنهايات عصبية تقع في القلب والرئتين والطرق التنفسية والجهاز الهضمي والبلعوم والكبد عبر العصبين البلعومي اللساني والمبهم. يدخل وارد إضافي صغير عبر العصب الوجهي من السبيل الوارد الحشوي العام من التجويف الأنفي والحنك الرخو وتجاويف الجيوب.[4]

تتوسط الخلايا العصبية التي تعصب النواة المفردة في منعكس التهوع ومنعكس الجيب السباتي والمنعكس الأبهري ومنعكس السعال ومنعكسات مستقبلات الضغط والمستقبلات الكيميائية والعديد من المنعكسات التنفسية ومنعكسات السبيل الهضمي التي تنظم الحركة والإفراز.
تتعصب النواة المفردة أيضًا من الخلايا العصبية التي تنقل الإشارات الخاصة بجدران الأمعاء وتوسع الرئتين وجفاف الأغشية المخاطية. قد تشارك الخلايا العصبية المركزية الأولى في النواة المفردة في المنعكسات الذاتية البسيطة.

## الصادرات
تنتقل المعلومات من النواة المفردة إلى عدد كبير من المناطق الأخرى في الدماغ، منها النواة المجاورة للبطين في منطقة تحت المهاد والنواة المركزية في اللوزة الدماغية، بالإضافة إلى نوى أخرى في جذع الدماغ (مثل النوى شبه العضدية والموضع الأزرق ونواة الرفاء الظهرية والشبكات التنفسية أو المحركة الحشوية الأخرى). تنشأ الإشارات الصادرة من النواة المفردة إلى المنطقة شبه العضدية في التجويف الفموي والسبيل الهضمي. يُعتقد أن سبل العمليات الهضمية والذوقية تنتهي في أقسام فرعية مختلفة من المنطقة شبه العضدية، ولكنها تبقى على تفاعل في النواة المفردة. تمتد بعض المجموعات العصبية الصغيرة في النواة المفردة، مثل المجموعة الخلوية النورأدرينالينية أيه 2 وخلايا إتش إس دي 2 الحساسة للألدوستيرون، بطنيًا لتصل إلى النواة السريرية للسطر الانتهائي.